# Muhammad Alí, korunní princ Egypta a Súdánu
Princ Muhammad Alí (* 5. února 1979, Káhira, Egypt), korunní princ Egypta a Súdánu, princ egyptský a saídský je následník trůnů Egypta a Súdánu žijící v současnosti v exilu.
Narodil se v Káhiře jako vnuk krále Farúka a královny Nariman, a starší syn posledního krále Egypta, Fuada II. a jeho tehdejší manželky, Fadily (rozené Dominique-France Picard). Vyrůstal mezi Evropou a Marokem, kde také získal vzdělání.
Prince Muhammad Alí pracuje v oboru realit v Paříži.

## Rodina
20. dubna 2012 se v Istanbulu na svatbě prince Rudolfa Lichtenštejnského (synovec knížete Hanse Adama II.) seznámil s afghánskou princeznou Noal Záhir, dcerou prince Muhammada Dauda Paštúnjara, druhorozeného syna afghánského krále Muhammada Záhira Šáha. Pár oznámil zasnoubení 27. dubna 2013 a svatba se konala 30. srpna 2013 v Istanbulském paláci Çırağan.
12. ledna 2017 se páru narodila dvojčata, syn a dcera:
- Princ Fuad Záhir (* 12. ledna 2017)
- Princezna Farah Núr (* 12. ledna 2017)